# Leonel Gancedo
Leonel Fernando Gancedo (Buenos Aires, 28 de janeiro de 1971) é um ex-futebolista profissional argentino, que atuava como meia.

## Carreira
Leonel Fernando Gancedo se profissionalizou no Argentinos Juniors..

### River Plate
Leonel Gancedo integrou o River Plate na campanha vitoriosa da Libertadores da América de 1996.

## Títulos
River Plate
- Primera Division Argentina: Apertura 1991, Apertura 1993, Apertura 1994
- Taça Libertadores da América: 1996